# Shunsuke Chijiki
Shunsuke Chijiki (千々木 駿介?, Chijiki Shunsuke; Ibara, 6 settembre 1989) è un pallavolista giapponese.
Gioca nel ruolo di schiacciatore nei Sakai Blazers.

## Carriera
La carriera di Shunsuke Chijiki inizia nei tornei scolastici ed universitari, vestendo le maglie della Kanemitsu Gakuen High School e della Chuo University. Inizia la carriera professionistica coi Sakai Blazers nella stagione 2012-13, vincendo subito lo scudetto e venendo premiato come miglior esordiente della V.Premier League giapponese. Nell'estate del 2013 viene convocato per la prima volta in nazionale, vincendo la medaglia di bronzo alla XXVII Universiade.

## Palmarès

### Club
- Campionato giapponese: 1

2012-13

### Nazionale (competizioni minori)
- Universiade 2013

### Premi individuali
- 2013 - V.Premier League: Miglior esordiente
- 2022 - V.League Division 1: Premio d'onore[1]